# (17170) Vsevustinov
(17170) Vsevustinov (1999 NS25) – planetoida z grupy pasa głównego asteroid okrążająca Słońce w ciągu 3,35 lat w średniej odległości 2,24 j.a. Odkryta 14 lipca 1999 roku.